# Holger Stampe-Charisius
 Ikke at forveksle med Holger Stampe.
Holger Frederik Christian lensbaron Stampe-Charisius, født Stampe (27. august 1822 på Christinelund, Skibinge Sogn – 10. marts 1904 i København) var en dansk godsejer, bror til Henrik Stampe.
Han var en yngre søn af lensbaron Henrik Stampe og Christine Stampe. Da broderen Henrik Stampe i 1892 døde uden mandlige arvinger, overtog Holger Stampe Baroniet Stampenborg. Efter at have tiltrådt det for Stamhuset Constantinsborg substituerede fideikommis antog han desuden ved patent af 28. oktober 1895 navnet Stampe-Charisius. Han blev i 1878 kammerherre.
Han ægtede 21. august 1868 på Vallø Caroline Charlotte Mariane Sophie Bardenfleth (30. december 1841 i København - 7. marts 1922 sammesteds), datter af C.E. Bardenfleth.